# صابون مضاد للحشرات

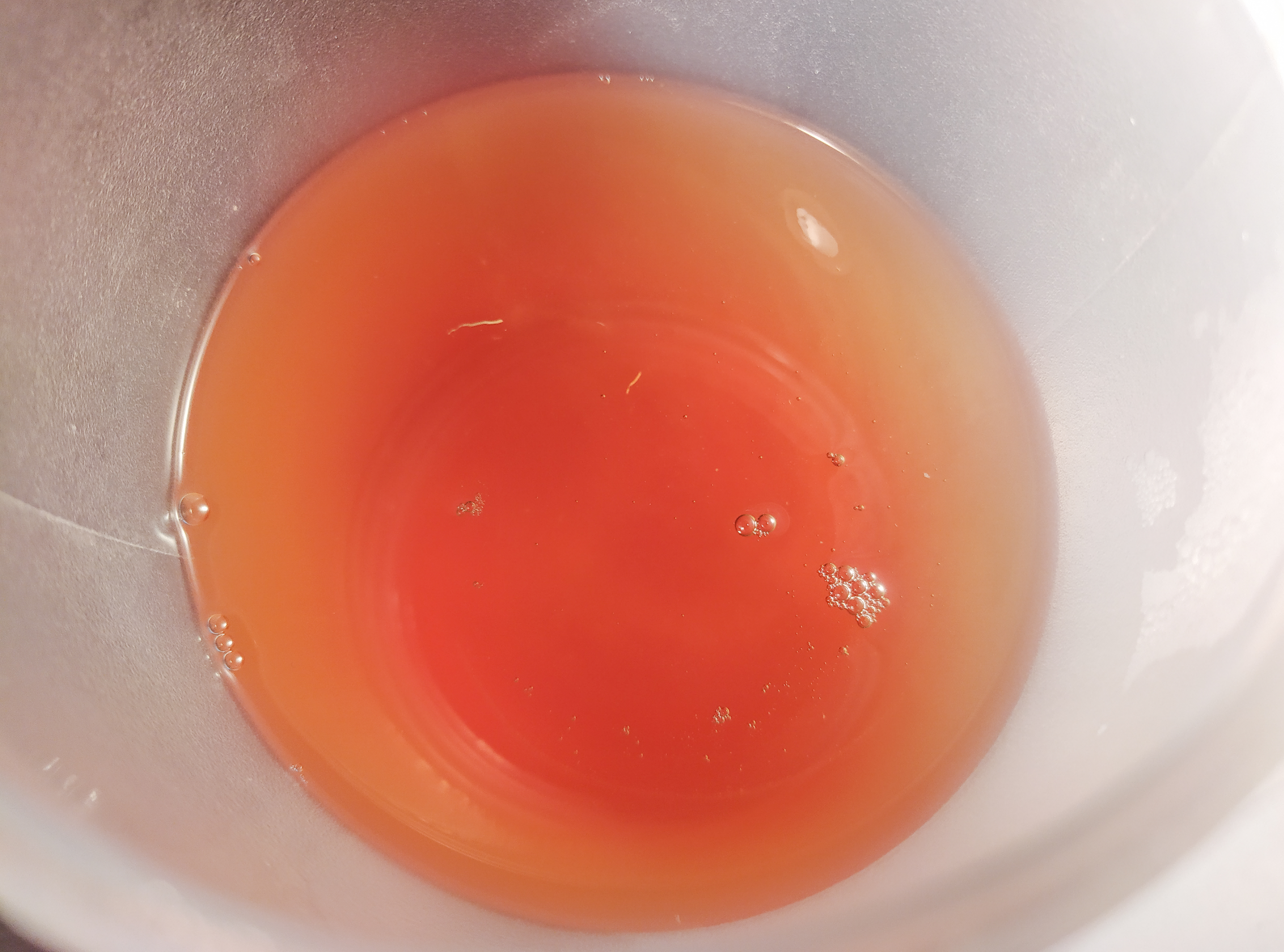
صابون البوتاسيوم محلي الصنع في صورة سائلة

الصابون المضاد للحشرات مبني على الأحماض الدهنية للبوتاسيوم ويستخدم للتحكم في العديد من الآفات النباتية. لأن الصابون المضاد للحشرات يعمل فقط على الإتصال المباشر مع الآفات. ويتم رشها على النباتات بطريقة ما بحيث تكون مُبللة بأكملها. وهو أقل سُمية على الثدييات وبالتالي يُعتبرآمن لإستخدام الأطفال والحيوانات الأليفة له وربما يُستخدم في الزراعة العضوية.

## التكوين
الصابون المضاد للحشرات يجب ان يكون التركيب الكيميائي له سلسة طويلة من الأحماض الدهنية (حوالي 10-18 ذرة كربون)، لأن أقصر سلسلة منها تؤدي إلى تلف النبات (بما يسمى بتسمم النبات). توجد السلسلة القصيرة للأحماض الدهنية (8 ذرة كربون) على سبيل المثال زيت جوز الهند وزيت النخيل وهذا الصابون يعتمد على هذه الزيوت. تتراوح التركيزات الموصى بها عادة ما بين 1-2٪. وتُوصِي إحدى الشركات المصنعة بتركيز 0.06٪ إلى 0.25٪ (مكافئ الصابون النقي) لمعظم التطبيقات الزراعية.؛ وتُوصِي شركات أخرى بتركيز 0.5 إلى 1٪ من الصابون النقي. في الاتحاد الأوروبي ، يتم تسجيل أملاح البوتاسيوم الحمضية الدهنية ويسمح لها كمبيد للحشرات  بتركيز 2 ٪. (9) يكون صابون المضاد للحشرات أكثر فاعلية إذا كان مذاباً في الماء الناعم، حيث أن الأحماض الدهنية في الصابون تميل إلى التعجيل في الماء العسر ، مما يقلل من الفعالية. يباع الصابون المبيد للحشرات تجارياً لمكافحة المن. قد لا تستخدم الملصقات على هذه المنتجات دائمًا كلمة «صابون»، ولكنها ستدرج «أملاح البوتاسيوم للأحماض الدهنية» أو «لورات البوتاسيوم» كعنصر نشط. وهناك أنواع معينة من الصابون المنزلي (غير المنظفات الاصطناعية) مناسبة أيضًا، ولكن قد يكون من الصعب معرفة التركيبة والمحتوى المائي من الملصق. عادة ما يكون الصابون القائم على البوتاسيوم ناعمًا أو سائلاً.

## آلية العمل
آلية العمل ليست مفهومة تمامًا. الآليات الممكنة هي:
- فالصابون، الذي يدخل عبر القصبة الهوائية للحشرة، قد يعطل أغشية الخلية ، مما يؤدي إلى تسرب محتويات الخلية من الخلايا التالفة (التحلل الخلوي).
- قد يحل الصابون طبقة الشمع على البشرة («الجلد»)، مما يؤدي إلى فقدان الماء عن طريق التبخر.
- قد يمنع فتحات التنفس أو القصبة الهوائية، مما يؤدي إلى الاختناق.
- قد يتداخل الصابون مع هرمونات النمو.
- قد يؤثر الصابون على عملية التمثيل الغذائي للحشرات